# Panamas Billie Jean King Cup-lag
 Panamas Billie Jean King Cup-lag representerar Panama i tennisturneringen Billie Jean King Cup, och kontrolleras av Panamas tennisförbund.

## Historik
Panama deltog första gången 1997. Bästa resultat är sjätteplatsen i Grupp II 2006.